# Plenkovický potok

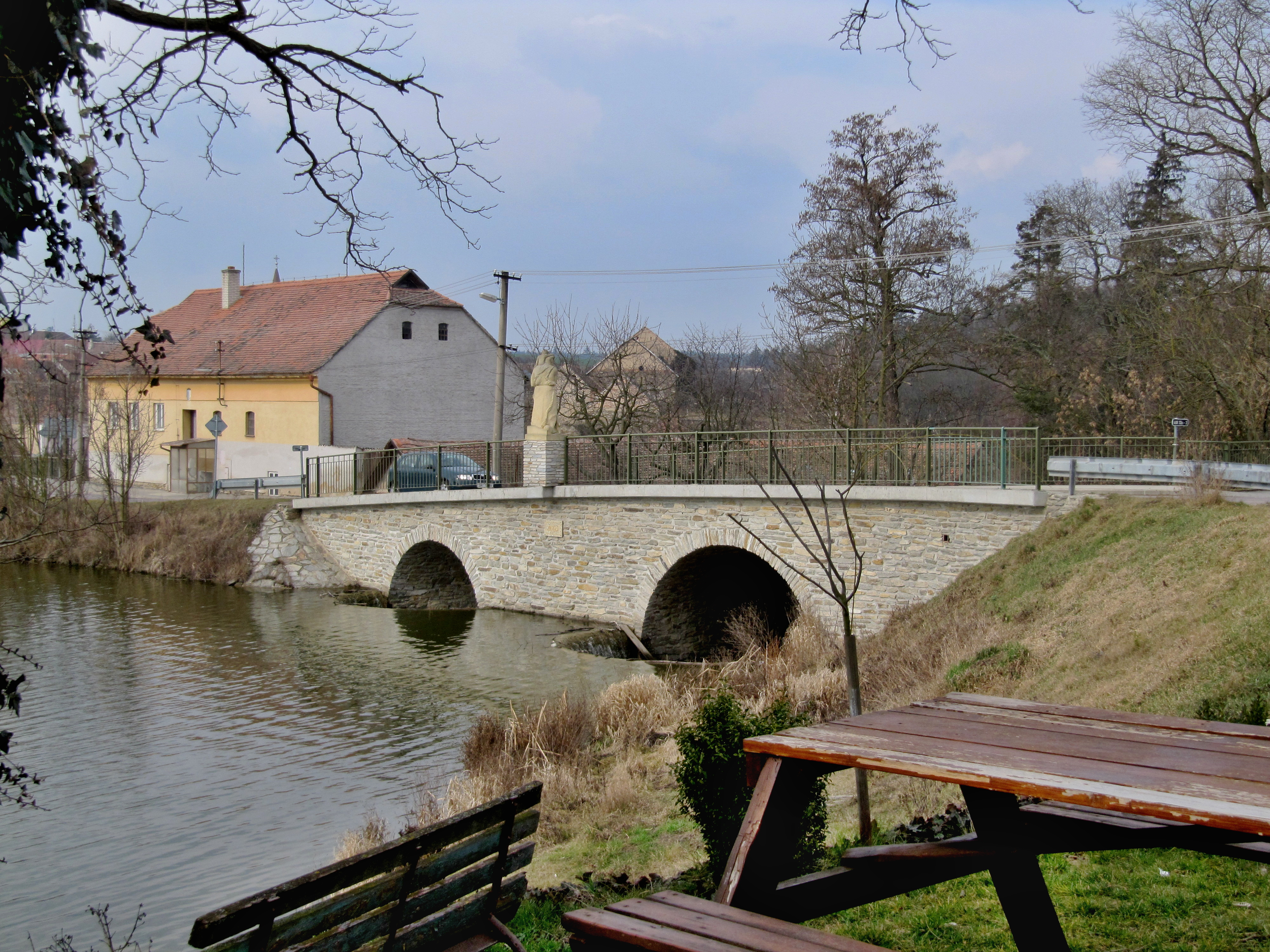
Most přes výtok z Plenkovického rybníka

Plenkovický potok je malý vodní tok v okrese Znojmo, významný pravý přítok Jevišovky. Jeho délka činí 19,8 km a povodí má plochu 74,2 km².
Pramení na katastru obce Šumná (lokalita U Lihovaru), teče zhruba východním směrem přes Olbramkostel, Kravsko, Plenkovice a Hluboké Mašůvky. Napájí rybníky Vlkov (Šimperák), Zámecký (v Kravsku) a největší Plenkovický, kam se vlévá též Mramotický potok. Poslední kilometr toku prochází územím přírodní památky Lapikus.